# Grenier
Pour les articles homonymes, voir Grenier (homonymie).
Le grenier (latin granarium) est un local hors-sol destiné au stockage du grain. Il peut être intégré à un bâtiment, ou constituer une petite construction indépendante (grenier à mil) et subsiste généralement à la bordure des fleuves. 
En Europe, il peut s'agir de la partie supérieure d'un bâtiment ou corps de ferme, située dans les combles, mais pas exclusivement, comme en témoignent les hórreos asturiens et galiciens.

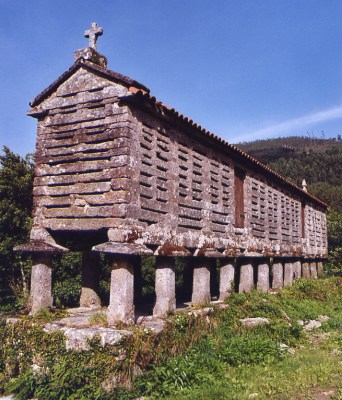
Grenier galicien sur pilotis (Hórreo).

Ces locaux pouvaient aussi servir de surface d’étendage et de séchage pour les graines et noix. Avec le recul des activités agricoles, ils sont de plus en plus utilisés pour le stockage d'objets variés.
En Afrique du Nord, un grenier à céréales enterré, typique de l'agriculture traditionnelle berbère, s'appelle une matamore,.